# Nekrolog 1303
Nekrolog
◄◄
| ◄
| 1299
| 1300
| 1301
| 1302
| 1303 | 1304 | 1305 | 1306 | 1307 | ► | ►►
Weitere Ereignisse | Allgemeiner Nekrolog 1303
Die Beschreibung der verstorbenen Person sollte so kurz wie möglich gehalten sein und nur deren signifikante Tätigkeit(en) enthalten.
Neue Namen ggf. auch unter dem Geburts- und Sterbedatum, also etwa unter 1. Januar und im Geburts- und Sterbejahr (2024) eintragen (nur bei entsprechender großer Wichtigkeit). Für Beispiele siehe die schon vorhandenen Artikel.
Außerdem über die fünf zuletzt Verstorbenen, zu denen es einen ausreichend guten Artikel für eine Präsentation auf der Hauptseite gibt, nach der todesbedingten Überarbeitung der Artikel ggf. auch unter Wikipedia Diskussion:Hauptseite informieren und sie am besten auch in den anderen Wikipedia-Sprachversionen eintragen. Tipp: Regelmäßig bei news.google.de nach „ist tot“, „gestorben“ oder „verstorben“ suchen.
Wenn eine Person gestorben ist, gibt es viele Seiten zu dieser Person in der Wikipedia, die davon auch betroffen sind und entsprechend aktualisiert werden müssen. Beispiele: Namenübersichtsseite, Geburtsjahr, Geburtsort-Seiten und viele mehr.
Wie finde ich die betroffenen Seiten?
Im Suchfeld auf der linken Seite gibt man den Suchbegriff so ein: „Vorname Nachname“. Dann klickt man auf Volltext und alle Seiten mit entsprechendem Suchtext werden aufgerufen. Hier sieht man dann schnell, wo auch das Todesjahr Sinn macht oder sogar ein Teil des Artikels angepasst werden muss. Auch hilft das „Werkzeug“ auf der linken Seite sehr gut, um solche Seiten aufzufinden: „Links auf diese Seite“. Somit ist die Wikipedia wieder aktuell in allen Bereichen! Hinweis: bei Eintragung der Kategorie „Gestorben JAHR“ wird der Missbrauchsfilter 49 ausgelöst, was jedoch nicht schlimm ist. Siehe: Spezial:Missbrauchsfilter/49
Dies ist eine Liste von im Jahr 1303 verstorbenen bekannten Persönlichkeiten. Die Einträge erfolgen innerhalb der einzelnen Daten alphabetisch sortiert. Tiere sind im Nekrolog für Tiere zu finden.

## März
| Tag      | Name               | Beruf, bekannt als                                                                             | Alter | Beleg |
| -------- | ------------------ | ---------------------------------------------------------------------------------------------- | ----- | ----- |
| 3. März  | Roger Bernard III. | Graf von Foix, Vizegraf von Castelbon, durch Heirat Vizegraf von Béarn und Co-Herr von Andorra |       |       |
| 4. März  | Daniel von Moskau  | Fürst von Moskau, orthodoxer Heiliger                                                          |       |       |
| 7. März  | Heinrich I.        | deutscher Adliger, Vogt von Plauen                                                             |       |       |
| 26. März | Otto IV.           | Pfalzgraf von Burgund                                                                          |       |       |

## April
| Tag   | Name                 | Beruf, bekannt als | Alter | Beleg |
| ----- | -------------------- | ------------------ | ----- | ----- |
| April | Eberwin von Cronberg | Bischof von Worms  |       |       |

## Mai
| Tag     | Name              | Beruf, bekannt als                                            | Alter | Beleg |
| ------- | ----------------- | ------------------------------------------------------------- | ----- | ----- |
| 16. Mai | Jaczo von Gützkow | Graf von Gützkow                                              |       |       |
| 19. Mai | Ivo Hélory        | bretonischer Rechtsgelehrter, Priester und Offizial; Heiliger | 49    |       |
| 29. Mai | Gerhard           | Abt des Benediktinerklosters Liesborn (1265–1303)             |       |       |

## Juni
| Tag      | Name                  | Beruf, bekannt als        | Alter | Beleg |
| -------- | --------------------- | ------------------------- | ----- | ----- |
| 19. Juni | Mechtild von Isenburg | Äbtissin im Stift Nottuln |       |       |

## Juli
| Tag      | Name                   | Beruf, bekannt als                 | Alter | Beleg |
| -------- | ---------------------- | ---------------------------------- | ----- | ----- |
| 12. Juli | Manegold von Neuenburg | Bischof von Bamberg, dann Würzburg |       |       |

## August
| Tag        | Name                     | Beruf, bekannt als  | Alter | Beleg |
| ---------- | ------------------------ | ------------------- | ----- | ----- |
| 14. August | Leopold I. von Gründlach | Bischof von Bamberg |       |       |

## Oktober
| Tag         | Name                   | Beruf, bekannt als                                             | Alter | Beleg |
| ----------- | ---------------------- | -------------------------------------------------------------- | ----- | ----- |
| 8. Oktober  | Beatrix von Grafschaft | Äbtissin von Freckenhorst                                      |       |       |
| 11. Oktober | Bonifatius VIII.       | Papst (1294–1303)                                              |       |       |
| 27. Oktober | Beatrix von Kastilien  | Prinzessin von Kastilien, Königin von Portugal (1253 bis 1279) |       |       |

## November
| Tag         | Name                    | Beruf, bekannt als                                  | Alter | Beleg |
| ----------- | ----------------------- | --------------------------------------------------- | ----- | ----- |
| 1. November | Hugo XIII. von Lusignan | Herr von Lusignan, Graf von La Marche und Angoulême | 44    |       |

## Dezember
| Tag         | Name                  | Beruf, bekannt als                         | Alter | Beleg |
| ----------- | --------------------- | ------------------------------------------ | ----- | ----- |
| 9. Dezember | Richard von Gravesend | englischer Geistlicher, Bischof von London |       |       |

## Datum unbekannt
| Tag | Name                            | Beruf, bekannt als                                                         | Alter | Beleg |
| --- | ------------------------------- | -------------------------------------------------------------------------- | ----- | ----- |
|     | Abu Said Uthman I.              | zweiter Sultan der Abdalwadiden in Algerien                                |       |       |
|     | Adelheid von Markdorf           | Äbtissin des Damenstifts Buchau                                            |       |       |
|     | Maol Choluim I., Earl of Lennox | schottischer Mormaer                                                       |       |       |
|     | Dragpa Öser                     | Kaiserlicher Lehrer (dishi)                                                |       |       |
|     | Konstantin Dukas                | griechischer Herrscher von Thessalien, Sohn von Johannes I. Dukas Komnenos |       |       |
|     | Eberhard II. von Varendorff     | Ritter, sowie Iburger Burg- und Lehnsmann der Bischöfe von Osnabrück       |       |       |
|     | Ga Anyen Dampa                  | Geistlicher der Sakya-Schule, Gründer des Kelsang-Klosters                 |       |       |
|     | Gertrudis von Bentheim          | Äbtissin in den Stiften Nottuln und Metelen                                |       |       |
|     | Heinrich                        | Graf von Freiburg                                                          |       |       |
|     | Heinrich II.                    | Herr von Ligny                                                             |       |       |
|     | Heinrich von Pomesanien         | Bischof von Pomesanien                                                     |       |       |
|     | Iwan Assen III.                 | Zar von Bulgarien                                                          |       |       |
|     | Kai Kobad III.                  | Sultan von Rum                                                             |       |       |
|     | Prokop von Ustjug               | deutscher Kaufmann und Heiliger der russisch-orthodoxen Kirche             |       |       |
|     | Heinrich von Winkelried         | Schweizer Ritter                                                           |       |       |